# イオンモール鳥取北
イオンモール鳥取北（イオンモールとっとりきた）は、鳥取県鳥取市に所在するイオンモール株式会社が管理・運営を行うショッピングセンターである。

## 概要
2000年（平成12年）4月5日に開業したジャスコ鳥取北店を商業施設面積で約1.6倍に増床し、山陰地方で初のモール型ショッピングセンターとして2007年（平成19年）10月5日（ジャスコ直営部分は同年9月21日に先行開業）に開業した。この背景から、ジャスコがイオン店舗ブランドを変更してからも「北ジャス」の愛称で呼ばれている。
2011年11月21日より、店名を「イオン鳥取北ショッピングセンター」から「イオンモール鳥取北」に変更した。
敷地は鳥取市晩稲（おくて）と南隈（みなみがくま）にまたがる。

## 出店の経緯
この場所への出店は、かつてマイカル（マイカルタウン、サティ）、イズミ（ゆめタウン）と競争となったが、ジャスコ（事業としては現在のイオンリテール）が落札した。ジャスコは当時から駅南エリアの鳥取ショッピングシティに鳥取店を出店しており、大型店 (GMS) に限ってはエリア内2号店となった。
出店後はダイエー鳥取駅南店が鳥取店（のちのトポス）時代を含めて30年弱の歴史に幕を閉じたほか、地場系スーパーマーケットの自主廃業（清算）などの影響を及ぼした。

## テナント
核店舗のイオン鳥取北店と約100の専門店テナントで構成されている。
出店テナント全店の一覧・詳細情報は公式サイト「フロアガイド」を、営業時間およびATMを設置する金融機関の詳細は公式サイト「営業時間のお知らせ」を参照。

### 1階
- ANAHITA STONES
- AMO'S STYLE
- ALOOK
- &by Pinky&Dianne
- earth music&ecology
- a.v.v.
- INDEX
- any SiS
- any FAM
- ATM
- OLIVE des OLIVE
- H&M
- かかし
- カット専門店CoCo
- かつ処季の屋
- カメラのキタムラ
- COLOR STUDIO
- カルディコーヒーファーム
- 元祖にんにくや
- Gloria Jean's COFFEES
- GLOBAL WORK
- コムサイズム
- SAC'S BAR
- THE SHOP TK MIXPICE
- Sissykönigin
- JTB
- GU
- スイート・ガーデン
- スタジオハイタッチ
- いきなり!ステーキ
- スマイルネイル
- Seria
- セントラルクリーニング
- そば処　如月
- タイムステーションNEO
- Chaya
- 鳥取銀行
- とれとれ市場日本海
- DOUTOR
- はん・印刷の大谷
- ビアードパパ
- BITTOKO
- BRAND OFF
- Plus Heart
- 保険見直し本舗
- 本家夢屋
- マクドナルド
- Maria Maria
- ミサワホームプラザ
- mister Donut
- メガネのタナカ
- Mont RonD
- Raffine
- LOVER's HAIR
- LIEGE
- one's terrace
- VMV

### 2階
- 宮脇書店
- ASBee
- AFRICA TARO
- Ami Para
- ikka
- 大阪王将
- キタミチ眼科
- 蔵之助
- サーティワンアイスクリーム
- シティコンタクト
- すき家
- 鈴乃屋
- Serendip
- たこ風船
- ChauA
- まねき
- となりのBOO
- DOSCH
- need's bis
- はなまるうどん
- HONEY BEE
- ブライダルプラザ　ラブレ
- Branshes
- BREEZE
- MALE&Co.
- モーリーファンタジー
- まくらぼ
- TOYS SPOT PALO
- リンガーハット
- VENCE EXCHANGE
- VILLAGE VANGUARD

### 外部棟
- SPORTS DEPO
- GOLF5
- ガスト

## 交通

### 道路
国道9号・国道29号・鳥取県道41号鳥取港線南隈交差点から北に約500m。

### バス
鳥取駅から日ノ丸自動車の路線バス（路線番号：40N（土休日のみ）・48・49）で20分から46分（350円）。当モールのイオンおよび専門店街で2,000円以上の買い物をすると、その分のレシートをサービスカウンターに提示することでバス運賃100円割引券（当日限り有効）を交付するサービスを実施しており、帰路のバス運賃を実質的に100円引きとしている。詳細情報は公式サイト「アクセス」を参照。
| のりば                 | 路線番号 | 会社名     | 行先・方面など                                     | 備考           |
| ---------------------- | -------- | ---------- | -------------------------------------------------- | -------------- |
| 南行（イオン西入口側） | 40N      | 日ノ丸バス | （南隈口・西品治経由）鳥取駅                       | 土休日のみ運行 |
| 南行（イオン西入口側） | 48       | 日ノ丸バス | 〔循環右回り〕（南隈口・相生町経由）鳥取駅         |                |
| 北行（SPORTS DEPO側）  | 49       | 日ノ丸バス | 〔循環左回り〕（賀露大橋・湖山・相生町経由）鳥取駅 |                |

### 鉄道
最も近い湖山駅からは約2.6km離れている。鳥取県道318号伏野覚寺線沿いにある湖山駅前停留所からのバス利用または徒歩となる。

## 付記
その店舗規模からショッピングモールというよりも、レジャー施設とも位置づけられ、バラエティ番組『秘密のケンミンSHOW』では、「一押しのデートスポット」として紹介されたことがある。